# لسلی المن
لسلی المن (انگلیسی: Leslie Allman; ۲۶ مهٔ ۱۹۰۲ – ۲۱ مارس ۱۹۷۹) بازیکن فوتبال اهل بریتانیا بود.
از باشگاه‌هایی که در آن بازی کرده‌است می‌توان به باشگاه فوتبال نوریچ سیتی اشاره کرد.